# Bob Morane: Science fiction
Bob Morane: Science fiction è un videogioco sparatutto pubblicato nel 1987-1988 per i computer Amstrad CPC, Atari ST, Commodore 64, MS-DOS, Thomson MO6, Thomson TO8 e ZX Spectrum dalla Infogrames. È tratto da una missione spaziale del personaggio letterario belga Bob Morane e consiste nel trovare e colpire nemici usando un mirino su uno scenario visto in prima persona.
Nel Regno Unito fu pubblicato come Lee Enfield: Space Ace (o Lee Enfield Is Space Ace in copertina), togliendo i riferimenti al personaggio originale. Una riedizione della Players è intitolata soltanto Space Ace in copertina.
Fu il terzo titolo di una serie dedicata a Bob Morane, comprendente anche Bob Morane: Jungle, Bob Morane: Chevalerie e Bob Morane: Ocean. Come genere è molto differente dagli altri.

## Trama
Bob Morane (Lee Enfield nella versione britannica) è un agente speciale inviato su una base spaziale del futuro sotto il controllo dell'Ombra Gialla, suo storico nemico, per cercare di liberare il suo amico Bill Ballantine tenuto prigioniero. Armato di pistola laser e scudi protettivi, deve affrontare replicanti, robot e mostri a guardia della base.

## Modalità di gioco
Bob Morane: Science fiction è praticamente un'imitazione, con ambientazione fantascientifica anziché anni '30, del precedente gioco della Infogrames Prohibition, a sua volta un clone dell'arcade Empire City: 1931. Le novità sostanziali più importanti rispetto a Prohibition sono la presenza di più livelli e un segnalatore acustico anziché un contatore.
Il giocatore controlla in prima persona un mirino che si sposta sopra uno scenario a scorrimento multidirezionale. Lo scenario è una base spaziale su un satellite, simile a una grossa raffineria, formata da costruzioni e tubazioni con aspetto malandato. Lo scopo è eliminare tutti i nemici che, uno alla volta, si affacciano da qualche parte tra le strutture, anche fuori dall'attuale campo visivo, e rimangono fermi per mirare a loro volta al tiratore protagonista. Si hanno circa 5 secondi per trovare e uccidere il nemico prima che faccia fuoco. Il rinculo fa spostare leggermente il mirino ogni volta che si spara.
Un segnale acustico intermittente, che diviene sempre più acuto, indica il tempo rimanente per ogni nemico.
Quando il nemico è fuori dalla visuale, una freccia indica la direzione approssimativa in cui bisogna far scorrere lo scenario per trovarlo. In molte versioni la freccia compare direttamente come parte del mirino; sullo ZX Spectrum invece appare fuori dalla visuale.
Se non si spara all'avversario in tempo si perde una vita e viene mostrato in automatico dove stava, per poi passare comunque a un altro nemico. Meno tempo si impiega per colpire gli avversari, più punteggio si riceve.
Quando non si fa in tempo, per evitare di essere colpito, il giocatore può attivare uno scudo protettivo che lo rende invulnerabile, ma lo scudo ha una durata complessiva limitata.
I nemici sono numerosi e di diverso aspetto: soldati e soldatesse, mostri alieni, e piccoli robot a forma di volatili. I punti in cui si affacciano diventano prevedibili man mano che si fa esperienza con il gioco, ma c'è anche una componente di casualità. Spesso i nemici non sono facili da vedere, confondendosi con i colori dello sfondo, una caratteristica probabilmente intenzionale per rendere il gioco più impegnativo.
Per completare un livello bisogna uccidere un certo numero di nemici, e infine abbattere un boss sotto forma di una sfera mobile, molto sfuggente e da colpire molte volte.
Ci sono quattro livelli, ambientati in zone diverse della base, per poi ricominciare dal primo. Tra l'uno e l'altro, un intermezzo mostra il protagonista (altrimenti non visibile durante il gioco) che si sposta nell'altra zona con un ascensore. Sullo ZX Spectrum i livelli sono ridotti a tre.

## Libro
Come per gli altri giochi della serie, la versione originale francese include un libro di oltre 300 pagine intitolato Bob Morane magazine - Science fiction 1 (sebbene non risultino esistere numeri successivi), edito dalla Glénat, che contiene varie opere a tema: il romanzo Le satellite de l'Ombre Jaune di Henri Vernes, il fumetto Tärhn prince des étoiles di Bernard Dufossé, il librogame Le satellite malefique di Pierre Rosenthal e una guida sullo spazio di Philippe Agripnidis.

## Accoglienza
Praticamente tutte le testate che trattarono Bob Morane: Science fiction ne sottolinearono l'eccessiva somiglianza con Prohibition, che lo rendeva privo di originalità.
Diverse riviste lo valutarono negativamente per questo motivo, oltre che per una generale mancanza di spessore del gioco. Invece Tilt lo ritenne in ogni caso buono sotto ogni aspetto, e altre lo ritennero moderatamente ben riuscito.
La versione Amstrad CPC in particolare ricevette pareri molto discordanti, con alcuni voti decisamente negativi e altri intorno all'80%.
La versione Lee Enfield: Space Ace per ZX Spectrum fu più uniformemente ritenuta mediocre, ricevendo almeno quattro voti sul 50%-60%.